# Parafia Dobrego Pasterza w Istebnej
Parafia pod wezwaniem Dobrego Pasterza w Istebnej – parafia rzymskokatolicka znajdująca się w Istebnej. Należy do dekanatu Istebna diecezji bielsko-żywieckiej. W 2005 zamieszkiwało ją niespełna 3000 wiernych.
Rekatolizację Istebnej przypisuje się jezuicie Leopoldowi Tempes. Erygowana w 1793 a rok później wzniesiono budynek obecnego kościoła parafialnego. Początkowo podległa była dekanatowi w Cieszynie, w 1806 wydzielono z niego dekanat w Jabłonkowie.